# Combat d'Arzfeld
Guerre des Paysans
Batailles
- Saint-Nicolas
- 1er Boom
- Merchtem
- Zele
- Malines
- 2e Boom
- Hooglede
- Moorslede
- Zonnebeke
- 1er Diest
- 1er Louvain
- Alost
- Turnhout
- Enghien-Hal
- Hérinnes
- Audenarde
- Leuze
- 2e Louvain
- Ingelmunster
- Duffel
- Herentals
- Arzfeld
- Clervaux
- Amblève
- Stavelot
- Pollare
- Londerzeel
- Kapelle-op-den-Bos
- Bornem
- Meerhout
- 2e Diest
- 3e Diest
- Mol
- Jodoigne
- Marilles
- Beauvechain
- Hélécine
- Kapellen
- Meylem
- Hasselt

Le combat d'Arzfeld se déroule pendant la guerre des Paysans, une insurrection contre-révolutionnaire en Flandres et dans l'ancien duché du Luxembourg. Le 30 octobre 1798, des paysans insurgés sont écrasés lors d'une attaque contre une colonne mobile française à Arzfeld.

## Déroulement
Après avoir éclaté en Flandre, l'insurrection se propage au Luxembourg. À l'aube du 29 octobre 1798, 3 000 paysans se rassemblent à Hoscheid. Mais peu aguerris, ils paniquent à la suite d'une fausse alerte et se dispersent.
Le général de brigade Joseph Morand, commandant des forces républicaines françaises au Luxembourg, organise alors deux colonnes mobiles, chacune constituée de 300 fantassins et 40 cavaliers et commandées par les adjudants-généraux Macquin et Duverger, afin de patrouiller sur les deux rives de l'Our.
Le 29, la colonne de l'adjudant-général Duverger gagne le village d'Arzfeld, situé à l'époque dans le Luxembourg (aujourd'hui dans le land allemand de Rhénanie-Palatinat). Cependant celui-ci a divisé ses forces, une troupe est notamment envoyée à Ouren, mais cernée par les paysans, elle se réfugie dans le château. Les insurgés décident alors de tenter une attaque, 500 paysans rassemblés à Daleiden font marche sur Arzfeld. Arrivés à l'entrée du village, ils ne rencontrent que deux cavaliers en faction, lesquels font aussitôt demi-tour. Ce repli galvanise les insurgés qui croient les Français en fuite,.  
Mais l'adjudant-général Duverger détache une centaine de fantassins et se porte à la rencontre des insurgés tandis qu'il charge les cavaliers de les contourner pour les prendre à revers. À la tête de ses troupes, Duverger, d'origine alsacienne, tente de parlementer avec les rebelles et s'adresse à eux en allemand. Le clairon des cavaliers retentit alors pour signaler qu'ils ont effectué la manœuvre de contournement. Les insurgés comprennent qu'ils sont cernés et prennent la fuite, leur chef en tête, après n'avoir tiré que deux coups de fusil. Mais leur retraite est coupée par la cavalerie française, dont le commandant essaye cependant de discuter avec les rebelles : « Que voulez-vous, mes enfants ? » Mais un des insurgés, originaire de Boxhorn et armé d'un fusil de chasse, répond en français : « Nous voulons la guerre ! » Il ouvre le feu et blesse l'officier de cavalerie. Les fantassins français ripostent alors et ouvrent le feu tandis que les cavaliers lancent plusieurs charges qui mettent en déroute les insurgés.
Le compagnies de Pronsfeld et Olmscheid sont averties de la déroute de leurs alliés lorsqu'elles arrivent près des lieux du combat, aussi font-elles demi-tour sans opposer de résistance.

## Les pertes
Les Français enterrent les cadavres sur les lieux mêmes du combat. D'après des légendes locales, un des rebelles fut enterré vivant dans la fosse commune, un autre mourut dans un chêne creux et ses restes ne furent retrouvés que plusieurs dizaines d'années après. Les Français regagnent ensuite Neuerburg et Vianden avec leurs prisonniers. 
74 paysans sont tués selon les Français, plusieurs autres, blessés, sont faits prisonniers. Les morts sont enterrés près du cimetière communal d'Arzfeld, derrière la sacristie. Selon l'historien Joseph Smets, les soldats français n'ont qu'un blessé, et il porte à 87 le nombre des paysans tués, plus 37 prisonniers.
Pour la compagnie des insurgés de Daleiden, les pertes sont de 15 morts et 32 blessés.
De décembre 1798 à mai 1799, 78 prisonniers luxembourgeois pris lors des combats d'Arzfeld et de Clervaux passent en jugement lors de 5 procès. 35 sont condamnés à mort, 24 à une peine d'emprisonnement et 19 sont acquittés.

## Massacre d'Amblève
Après le combat d'Arzfeld, une trentaine de fuyards trouvent refuge dans une maison à Amblève. Ils y sont surpris peu après par une colonne française sortie de Prüm. Après avoir encerclé l'édifice, les soldats y mettent le feu et abattent tous ceux qui tentent d'en sortir. Environ 30 insurgés sont tués dans l'incendie, ainsi qu'une femme et ses quatre enfants. 

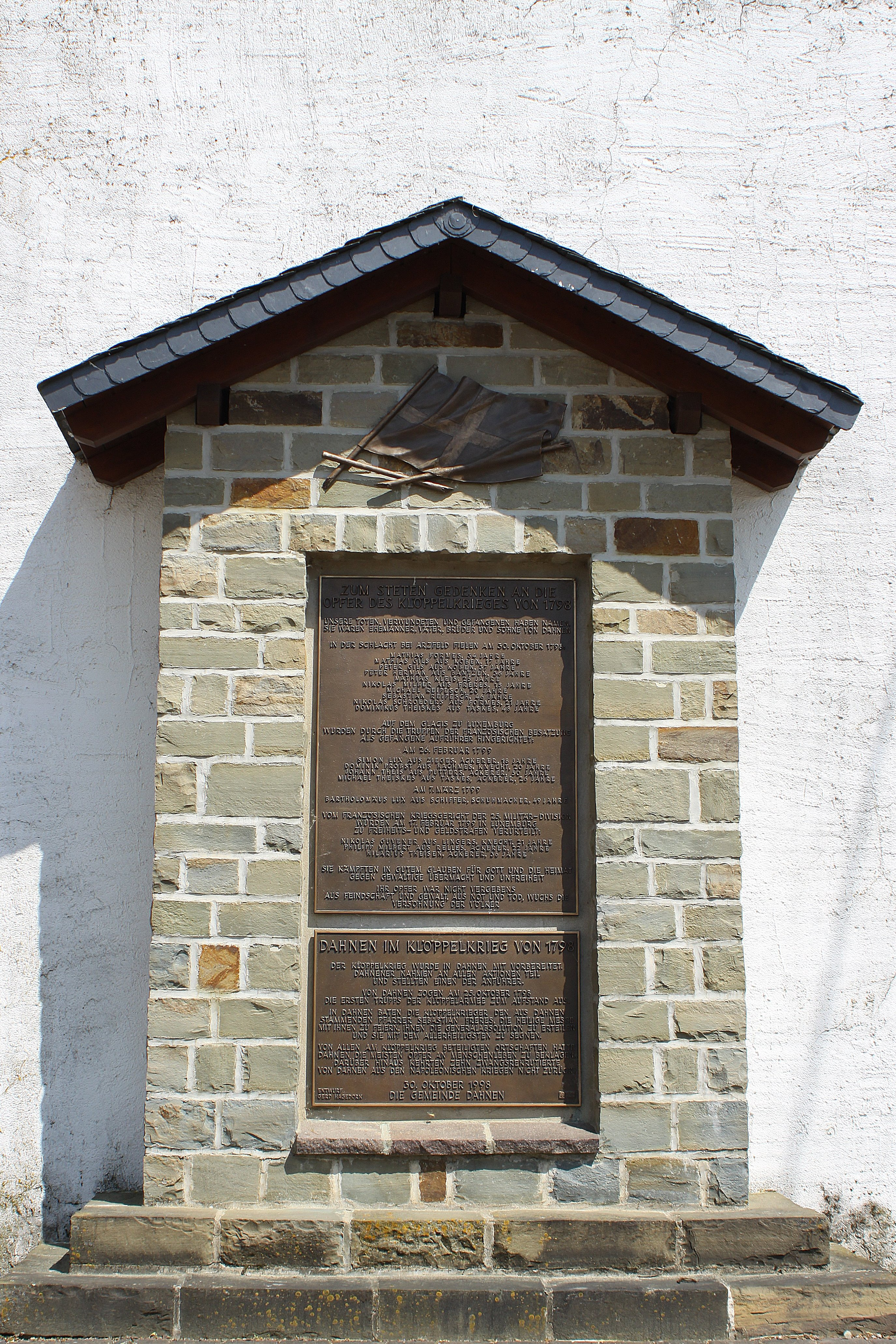
Mémorial des paysans à Dahnen, pour les insurgés tués, blessés ou capturés au combat d'Arzfeld.
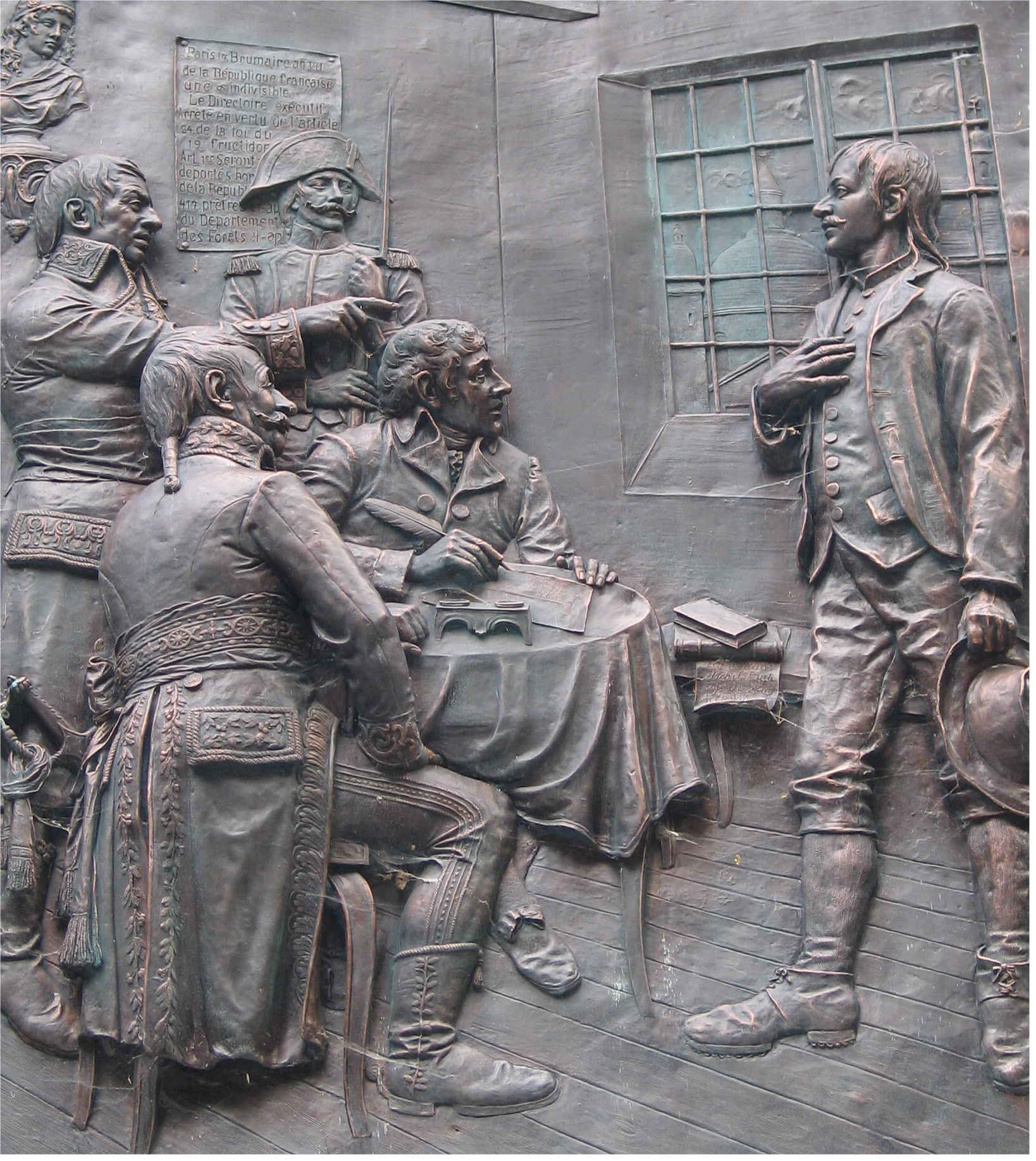
Détail du monument de Clervaux.
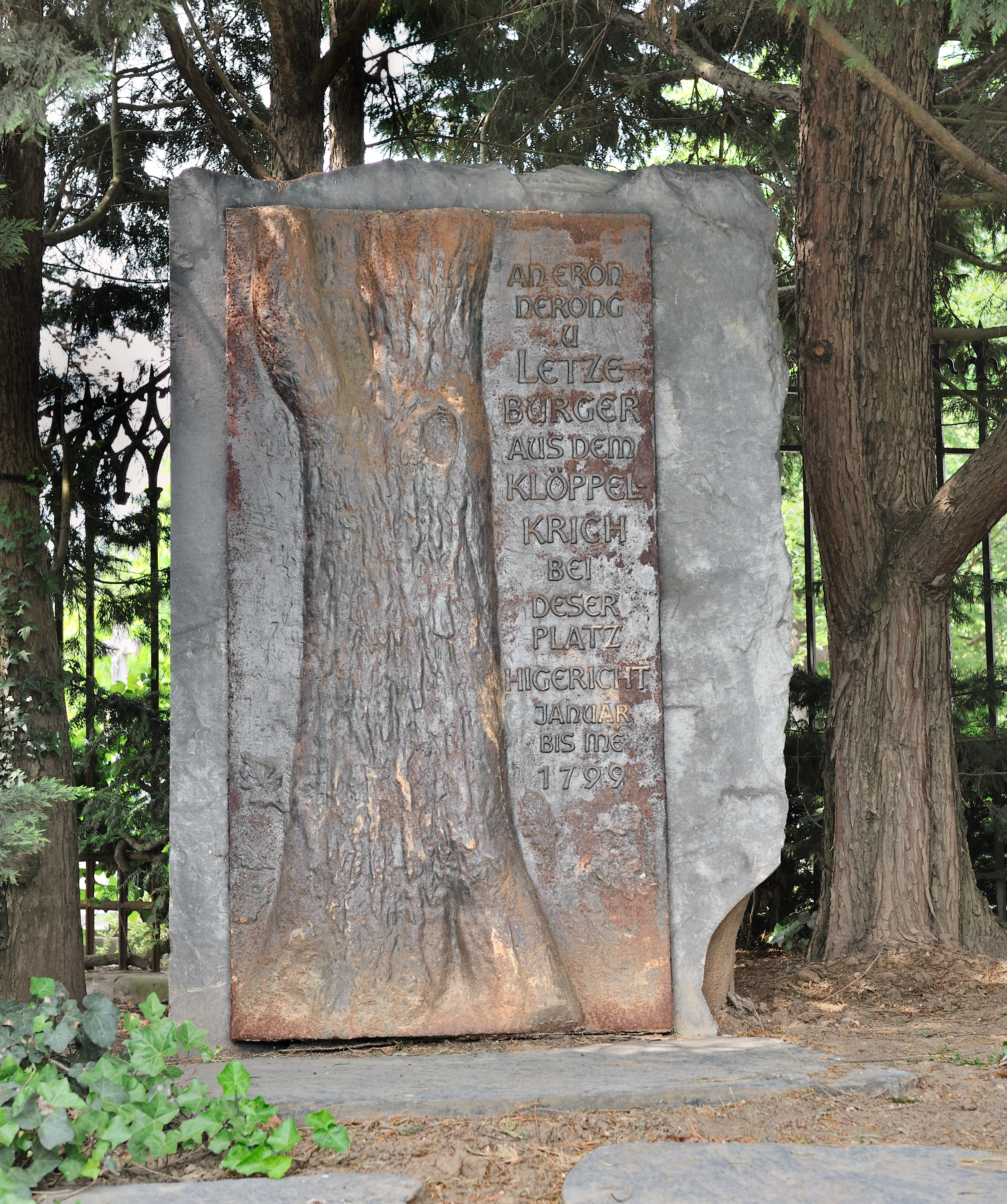
Monument de Limpertsberg, à la mémoire des insurgés de 1798 exécutés en cet endroit en 1799.